# Cracow Golden Quintet
Cracow Golden Quintet – polski kwintet dęty. Zespół współtworzą: Natalia Jarząbek - flet, Damian Świst - obój, Tomasz Sowa - klarnet, Małgorzata Wygoda - fagot, Konrad Gołda - waltornia.
Kwintet prezentuje publiczności dzieła takich kompozytorów, jak: Grażyna Bacewicz, Wojciech Kilar, Michał Spisak, Tadeusz Szeligowski, Wolfgang Amadeusz Mozart, Carl Nielsen, Jacques Ibert, Samuel Barber czy György Ligeti. 
W roku 2019 Cracow Golden Quintet zdobył II nagrodę na prestiżowym Międzynarodowym Konkursie Muzyki Polskiej im. Stanisława Moniuszki w Rzeszowie. 
W 2020 roku Kwintet nagrał swój debiutancki album pt. „Polish Wind Quintets” (DUX), na którym znajdują się kwintety dęte napisane przez polskich kompozytorów. Płyta została nominowana do nagrody fonograficznej FRYDERYK 2021 w kategorii Album Roku Muzyka Kameralna.

## Dyskografia
- Polish Wind Quintets (DUX, 2020)[4][5]

## Nagrody i wyróżnienia[6]
- Międzynarodowy Konkurs Muzyki Polskiej im. Stanisława Moniuszki w Rzeszowie (II Nagroda, 2019)
- Rome International Chamber Music Competition w ramach Rome Chamber Music Festival (I Nagroda, 2016)
- Madrit Music International Music Competition (I Nagroda, 2016)
- International Music Competition w Londynie (I Nagroda, 2015)
- Międzynarodowy Konkurs Zespołów Kameralnych w Jaworze (I Nagroda, 2015)
- International Competiton "Davorin Jenko" w Belgradzie (I Nagroda, 2015)